# Maurizio Arena
Pour les articles homonymes, voir Arena.
Maurizio Arena de son vrai nom Maurizio Di Lorenzo né à Rome le 26 décembre 1933 et mort dans cette même ville le 21 novembre 1979  est un acteur de genre italien, frère de Rossana Di Lorenzo.

## Biographie
Maurizio Di Lorenzo est né à Rome en 1933 et fait ses débuts au cinéma à dix-neuf ans sous le nom de Maurizio Arena, avec un petit rôle dans Bellezze in moto-scooter. Il obtient le succès en 1956 avec le rôle de Romolo dans le film de Dino Risi, une romance-comédie Poveri ma belli. Jusqu'au début des années 1960, Maurizio Arena est un des acteurs les plus populaires du cinéma italien, ainsi qu'un protagoniste des ragots pour sa vie sentimentale tumultueuse.
Il joue surtout comme acteur de genre dans des films souvent de valeur modeste jusqu'à sa mort.
Chanteur occasionnel, dans les dernières années de sa vie Arena s'improvise guérisseur. Il meurt à Rome en 1979 à l'âge de 45 ans à la suite d'une crise cardiaque provoquée par l'aggravation d'une affection rénale dont il souffrait depuis quelque temps.
En 2008, un parc lui est dédié dans sa circonscription natale Garbatella.

## Filmographie

### Réalisateur
- 1960 : Il principe fusto (metteur en scène, producteur et compositeur)
- 1967 : Gli altri, gli altri e noi (en tant que Maurizio Di Lorenzo)

### Acteur

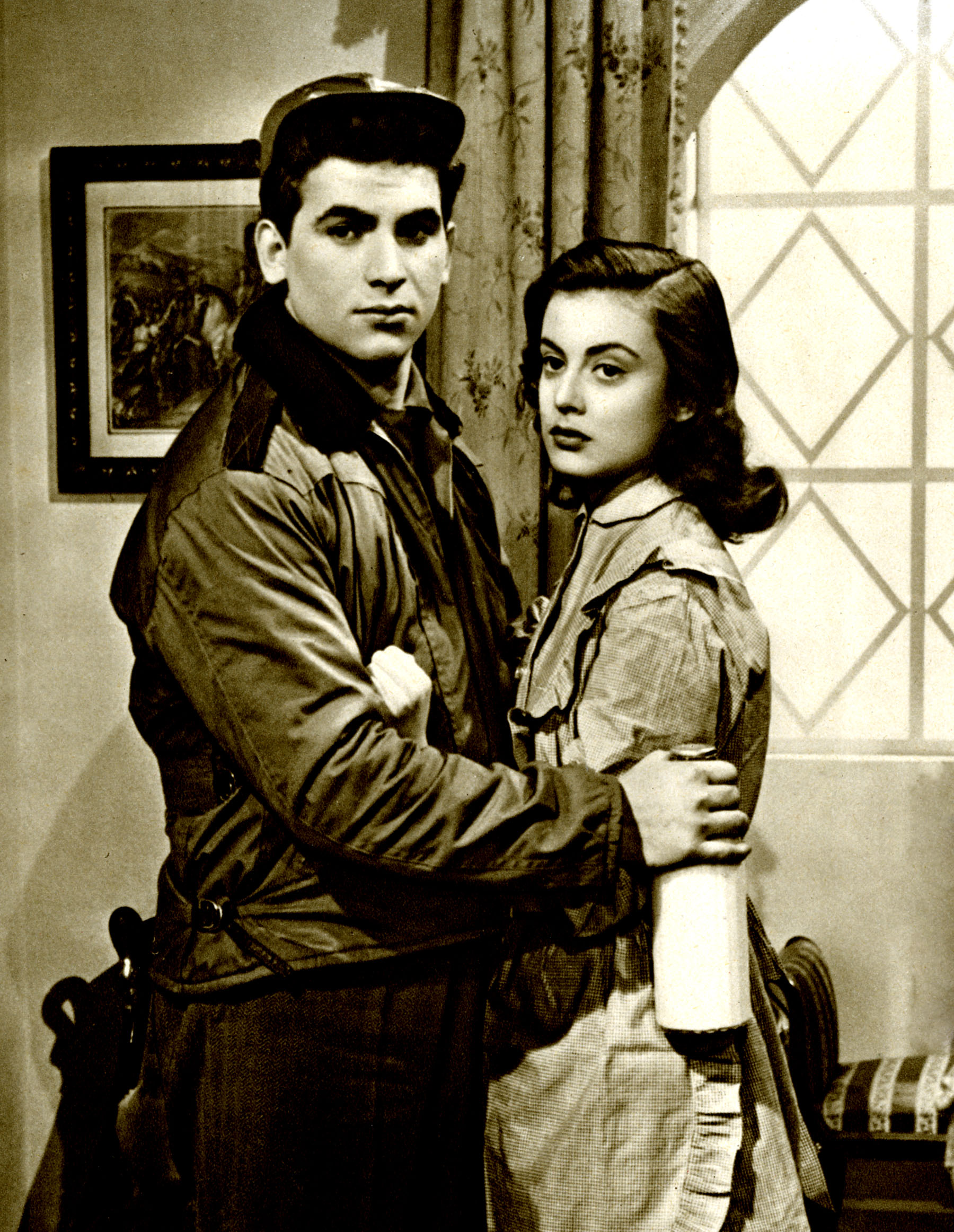
Maurizio Arena et Anna Maria Ferrero dans le film Siamo tutti inquilini

- 1952 : La Fille du diable (La figlia del diavolo) de Primo Zeglio : Corrado
- 1952 : Bellezze in moto-scooter de Carlo Campogalliani
- 1953 : Les Amants de Villa Borghese (Villa Borghese) de Gianni Franciolini : Le fiancé de Virginia
- 1953 : La Louve de Calabre (La lupa) d'Alberto Lattuada
- 1953 : Vacances romaines (Roman Holiday) de William Wyler : Un jeune garçon avec la voiture
- 1953 : Tormento d'anime
- 1953 : Siamo tutti inquilini de Mario Mattoli : Carlo
- 1954 : Un giorno in pretura
- 1954 : Peppino e la vecchia signora
- 1954 : Tripoli, bel suol d'amore
- 1955 : Cette folle jeunesse (Racconti romani) de Gianni Franciolini
- 1955 : Le Signe de Vénus (Il segno di Venere) de Dino Risi : Maurice
- 1955 : Totò e Carolina de Mario Monicelli : Mario
- 1955 : La porta dei sogni
- 1955 : Processo all'amore
- 1956 : Accadde di notte
- 1956 : Sangue di zingara
- 1956 : Napoli, sole mio!
- 1956 : Il giglio infranto
- 1956 : Amours de vacances (Tempo di villeggiatura) d'Antonio Racioppi
- 1956 : Pauvres mais beaux de Dino Risi
- 1957 : Vacances à Ischia (Vacanze a Ischia)
- 1957 : Un angelo è sceso a Brooklyn
- 1957 : Le Masque noir (Il diavolo nero) de Sergio Grieco
- 1957 : Beaux mais pauvres (Belle ma povere)
- 1957 : Buongiorno primo amore!
- 1957 : Il cocco di mamma
- 1958 : Marinai, donne e guai
- 1958 : Valeria ragazza poco seria
- 1958 : Les Italiens sont fous (Gli italiani sono matti) de Duilio Coletti et Luis María Delgado : Benedetti
- 1958 : Caporale di giornata
- 1958 : Amour et Ennuis (Amore e guai) d'Angelo Dorigo
- 1958 : Un homme facile (Un uomo facile) de Paolo Heusch : Romolo De Santis
- 1958 : Via col... paravento
- 1959 : La Terreur de l'Oklahoma (Il terrore dell'Oklahoma) : Clay Norton
- 1959 : La duchessa di Santa Lucia
- 1959 : Policarpo, ufficiale di scrittura de Mario Soldati
- 1959 : Avventura a Capri : Mario
- 1959 : Simpatico mascalzone : Mario
- 1959 : Nous sommes tous coupables (Il magistrato) de Luigi Zampa
- 1959 : Pauvres Millionnaires (Poveri milionari) de Dino Risi
- 1960 : Nous sommes deux évadés (Noi siamo due evasi)
- 1960 : Il principe fusto : Ettore
- 1960 : Tu che ne dici?
- 1961 : Blond mub man sein auf Capri
- 1961 : Le Carabinier à cheval (Il carabiniere a cavallo) de Carlo Lizzani
- 1961 : Le magnifiche 7 de Marino Girolami
- 1961 : I soliti rapinatori a Milano de Giulio Petroni : Aldo
- 1961 : Fra' Manisco cerca guai d'Armando William Tamburella : Giulio
- 1961 : Pugni, pupe e marinai de Daniele D'Anza : Alberto Mariani
- 1961 : Maurizio, Peppino e le indossatrici de Filippo Walter Ratti : Maurizio Innocenzi
- 1962 : Marcia o crepa
- 1963 : Le Jour le plus court (Il giorno più corto) de Sergio Corbucci
- 1964 : La Fugue (La fuga) de Paolo Spinola : Alberto Spina
- 1964 : Via Veneto de Giuseppe Lipartiti
- 1965 : Les Poupées (Le bambole), épisode Il Trattato di Eugenetica
- 1967 : Il sigillo di Pechino
- 1967 : Gli altri, gli altri e noi
- 1968 : Radiografia di un colpo d'oro
- 1968 : Les Hommes de Las Vegas (Las Vegas, 500 milliones) de Antonio Isasi-Isasmendi
- 1971 : Er più - Storia d'amore e di coltello
- 1971 : Mazzabubù... Quante corna stanno quaggiù? : Giuseppe
- 1972 : Storia di fifa e di coltello - Er seguito d'er più
- 1972 : Anche se volessi lavorare, che faccio?
- 1973 : L'Affaire Matteotti (Il delitto Matteotti)
- 1973 : Il figlioccio del padrino : Don Vincenzo
- 1974 : Storia de fratelli e de cortelli de Mario Amendola : Nino
- 1974 : Pour aimer Ophélie
- 1974 : Il venditore di palloncini : Romolo
- 1975 : Ursula l'anti-gang (Colpo in canna) de Fernando Di Leo : Père Best
- 1975 : Roma drogata: la polizia non può intervenire de Lucio Marcaccini : Buscemi
- 1976 : Atti impuri all'italiana : Gedeone
- 1976 : Vai col liscio de Giancarlo Nicotra : Aldemiro
- 1976 : La Carrière d'une femme de chambre de Dino Risi
- 1976 : Puttana galera! : Marpione
- 1976 : Remo e Romolo - Storia di due figli di una lupa
- 1976 : La padrona è servita
- 1977 : La bidonata : Maurizio
- 1978 : Pugni, dollari e spinaci : Sammy Mania

### Télévision
- 1964 : Biblioteca di Studio Uno (Série TV) : Toni Zanon
- 1966 : Les Espions (I Spy) (Série TV) : Cesare